# Rym dla oka
Rym dla oka – rym, który jest dokładny tylko ortograficznie, a nie fonetycznie, na przykład angielskie come : home [kʰɑm] [hoʊm]. Rymy dla oka występują tam, gdzie ortografia nie jest fonetyczna.